# 사물의 상태
《사물의 상태》(Der Stand Der Dinge, The State Of Things)는 독일(구 서독)에서 제작된 빔 벤더스 감독의 1982년 영화이다. 알렉산드라 오더 등이 주연으로 출연하였고 크리스 시버니치 등이 제작에 참여하였다.
사물의 상태(원제: Der Stand der Dinge)는 빔 벤더스 감독이 1982년 제작한 흑백영화이다.

## 줄거리
이 영화는 포르투갈에서 영화를 제작하는 팀이 제작비 미지급 문제와 필름 부족으로 인해 제작이 중단된 상황에 관한 영화 속 영화 이야기이다. 영화 속의 감독은 로스엔젤레스에 있는 제작자를 찾아다니기로 결심한다.

## 출연
- 이자벨 웨인가튼 (Isabelle Weingarten) - 안나
- 레베카 폴리 (Rebecca Pauly) - 조안

## 수상
1982년 베니스 영화제 황금사자상 수상작이다.